# زکری گوردون
 زکری گوردون (انگلیسی: Zachary Gordon؛ زاده ۱۵ فوریهٔ ۱۹۹۸) یک هنرپیشه اهل ایالات متحده آمریکا است که سال ۲۰۰۶ میلادی تاکنون مشغول فعالیت بوده‌است.

## فیلم ها
- دفترچه خاطرات یک بی‌عرضه
- دفترچه خاطرات یک بی‌عرضه: حرف، حرف رودریکه
- دفترچه خاطرات یک بی‌عرضه: چله تابستون
- برادران بلوم
- نورم از شمال
- گنجینه ملی: کتاب رمز
- بابل گاپیز
- برت وانداستون باورنکردنی
- قانون جورجیا
- سکس و مرگ ۱۰۱